# مارتن ويست (عالم لغوي كلاسيكي)
مارتن ويست (بالإنجليزية: Martin Litchfield West) (و. 1937 – 2015 م) هو عالم لغوي كلاسيكي، وعالم موسيقى، وكاتب غير روائي، وأستاذ جامعي، ومترجم، وباحث في تاريخ العصور الكلاسيكية، وكاتب بريطاني، ولد في لندن، كان عضوًا في أكاديمية العلوم في غوتينغن، والأكاديمية البريطانية، توفي في أكسفورد، عن عمر يناهز 78 عاماً.

## التعليم
تعلم في كلية باليول بجامعة أوكسفورد
.

## جوائز
حصل على جوائز منها:
- ميدالية كنيون  [لغات أخرى]‏ (2002)
- جائزة بلزان (2000)
- نيشان الاستحقاق
- زميل الأكاديمية البريطانية